# Chris Frantz
Charlton Christopher Frantz (8 de mayo de 1951) es un músico y productor de discos norteamericano. Era el baterista de Talking Heads y Tom Tom Club, el cual cofundó con su esposa y bajista de Talking Heads Tina Weymouth.

## Carrera
Nacido en Fort Campbell, Kentucky, Charlton Christopher Frantz se graduó de la Academia Shady Side en Pittsburgh, Pensilvania. Durante los inicios de 1970 él estudió en la Escuela de diseño de Rhode Island, donde conoció a David Byrne y Tina Weymouth. Byrne y Frantz formó una banda llamada The Artistics, la cual fue a convertirse en Talking Heads en el invierno de 1974. Tina Weymouth, la entonces novia de Frantz, también  se unió a la banda cuando estaban en la Escuela de diseño de Rhode Island. Frantz y Weymouth se casaron en 1977.
Frantz y Weymouth formaron Tom Tom Club en 1980 cuando Talking Heads estuvo en receso debido a la carrera solista de Byrne. Weymouth, Frantz y Jerry Harrison se reunieron en 1996 como The Heads para un álbum one-off llamado No Talking, Just Head en conjunto con un elenco rotatorio de vocalistas, incluyendo a Debbie Harry.
El y Weymouth produjeron el álbum de Happy Mondays de 1992 "Yes, Please!" y el álbum homónimo del grupo escocés Angelfish, además de múltiples álbumes para Ziggy Marley and the Melody Makers. Frantz y Weymouth también contribuyeron como vocalistas de fondo y percusión para Gorillaz para su álbum debut de mismo nombre.
Frantz clasificó como número 12 en la lista de los 50 más grandes bateristas de rock de la revista Stylus.
Frantz y Weymouth también están cercanamente asociados con el movimiento Compass Point All Stars.

## Vida personal
- Frantz vivió en Maysville, Kentucky, antes de asistir a la Academia Shady Side en Pittsburgh, PA.
- Frantz tuvo dos hijos con Weymouth, llamados Eagan y Robin. Él y Weymouth residen en Fairfield, Connecticut.
- El Hermano de Frantz, Roddy Frantz es el cantante principal de la banda Unban Verbs.